# Francisco Duarte Silva Júnior
Francisco Duarte Silva Júnior (Desterro, 1 de julho de 1833 — Desterro, 26 de janeiro de 1888) foi um político brasileiro.
Filho de Francisco Duarte Silva e de Faustina Josefa Caetana da Silva. Casou com Ana Cândida dos Santos Magano.
Foi deputado à Assembleia Legislativa Provincial de Santa Catarina na 17ª legislatura, de 1868 a 1869.